# 黏著榴彈

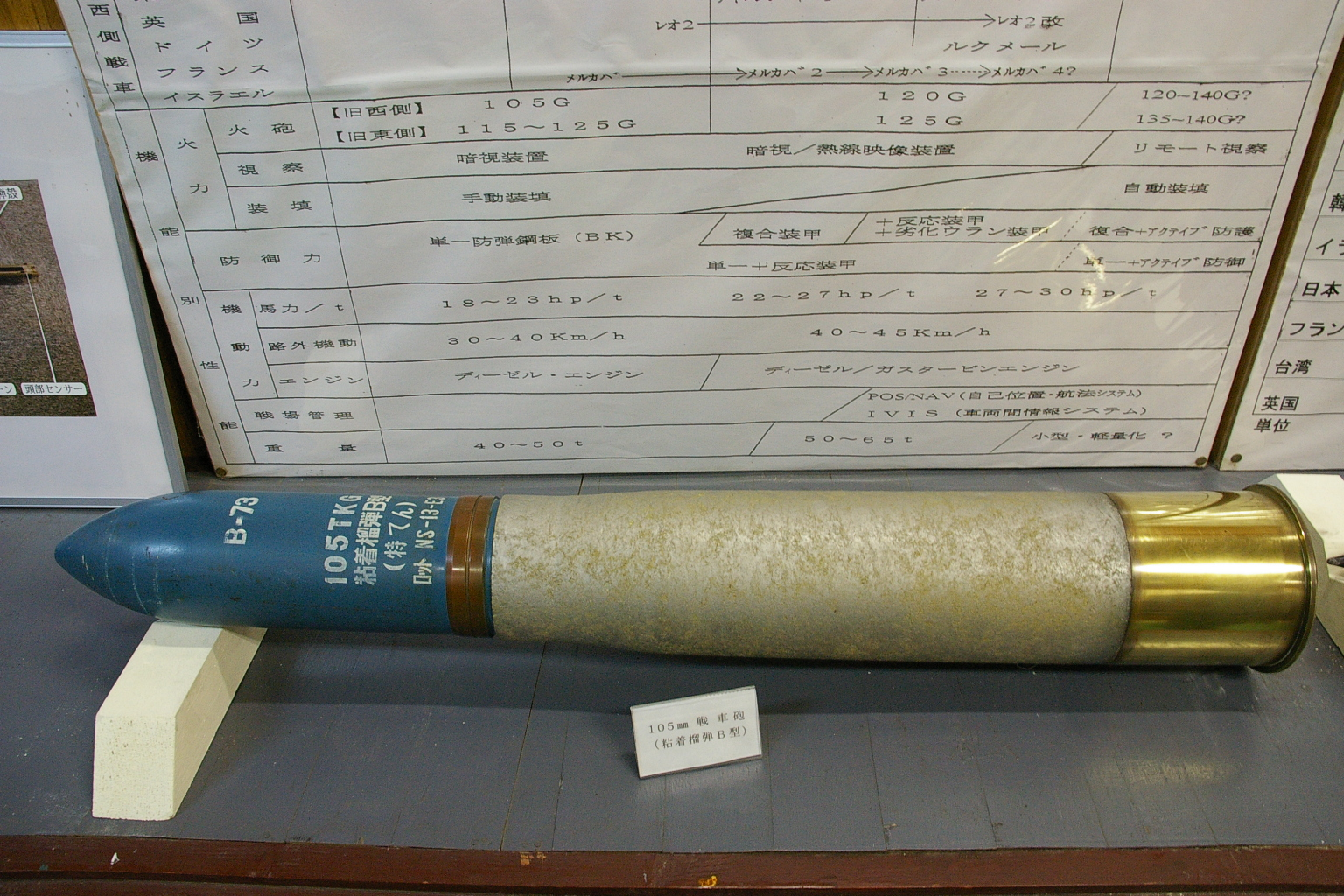
HESH

黏著榴彈（英文：High-Explosive Squash Head，缩写：HESH）又名爆震彈，美國稱為塑性榴彈（英文：High-Explosive Plastic，缩写：HEP），是一種主要由英國使用的反坦克炮弹，由塑性炸藥與延遲引信構成。當黏著榴彈碰撞目標後，塑性炸藥會因為衝擊而變形為圓盤狀附著在表面上，直到砲彈底部的延遲引信點燃引爆塑性炸藥。接著爆炸產生的震波會在撞擊的物體中傳遞，然後在內側產生向內碎裂的破片，達成殺傷內部人員、破壞裝備、點燃油料或彈藥的效果。

## 歷史
黏著榴彈最初是用來摧毀碉堡這類防禦工事的砲彈，後來發現它對於金屬目標物也有很好的效果，所以在冷戰期間成為英國坦克的主要彈藥之一。尤其英國的L7線膛炮隨著坦克外銷與火炮的授權生產，黏著榴彈也成為許多國家坦克的主要彈藥，例如瑞典的Strv103「S型戰車」與德國的豹1式中型坦克。

## 技術特性
黏著榴彈只使用在線膛砲上，這是因為黏著榴彈為了使塑性炸藥有效地附著在裝甲表面必須用殼較薄的彈體，這使得它只能以較低的初速發射（105毫米M393 HEP初速732米/秒）因而需要使彈體旋轉以維持準確度。儘管如此，薄外殼造成它的重量輕與初速低，以及阻力較大的鈍頭設計使得它的速度會快速減慢而且彈道並不十分穩定，這都會造成瞄準的難度增加。不過反面來說，黏著榴彈也只能在較低的速度範圍內撞擊目標：以過高的速度撞擊會提前引爆炸藥；過低的速度會使炸藥不能適當地附著在表面上，這將降低黏著榴彈破壞裝甲的效果。

## 性能表現
黏著榴彈對於裝甲的破壞力與彈徑－厚度比（彈體直徑與目標裝甲厚度的比例）有關，概略而言它能殺傷約彈體直徑1.5倍厚度鋼質裝甲內側的人員（不需要擊穿），然而相比破甲榴彈普遍能穿透彈體直徑4-6倍厚度的裝甲後殺傷內部人員，黏著榴彈的穿甲效能顯然較低落。另一方面黏著榴彈所憑恃的爆炸震波難以在複合裝甲中有效地傳遞，若同時在裝甲內側使用克維拉（Kevlar）這類材料製成的防破片襯裡會更加降低了黏著榴彈的傷害性。再加上因為彈殻較薄不適合使用高初速火砲發射，僅能以初速較低的線膛砲發射，而目前坦克火砲的主流為採用高初速滑膛砲搭配尾翼穩定脫殻穿甲彈以應付日益難以擊穿的敵方複合裝甲，這些因素使得黏著榴彈無法像破甲榴彈一樣繼續成為廣泛使用的反坦克彈種。然而黏著榴彈也可以充當榴彈使用，儘管較薄的彈體外殼使它的破片散佈範圍稍差於榴彈，但是所產生細小的高速碎片卻能對附近的物體產生額外的破壞效果。黏著榴彈除了可以用來摧毀裝甲車輛、碉堡等混凝土防禦工事，也能用來殺傷人員和無裝甲保護的車輛或火砲等裝備，因此它在使用上遠比榴彈更具彈性。

## 使用現況
現今除了英國配備L30A1型120毫米線膛砲的挑戰者2主戰坦克與仍使用L7型系列線膛砲的坦克或裝甲車輛——如美國的史崔克機動火炮系統（Stryker Mobile Gun System）和阿根廷的TAM之外，僅有少數戰鬥工兵裝甲車輛配備黏著榴彈，主要用來摧毀防禦工事。例如美國陸軍的M728戰鬥工兵車（Combat Engineer Vehicle）與英國陸軍的百夫長AVRE（Centurion Armoured Vehicle Royal Engineer），兩者皆配備一門能發射黏著榴彈的165毫米爆破炮。